# Kynšperk nad Ohří (hrad)
Kynšperk nad Ohří je zaniklý hrad ve stejnojmenném městě v okrese Sokolov. Jeho drobné zbytky se nachází na vrcholu Zámeckého vrchu v nadmořské výšce asi 440 metrů. Od roku 1963 je chráněn jako kulturní památka.

## Historie
Zakladatelem hradu byl podle názvu pravděpodobně panovník, který ho mohl založit již před rokem 1232, ze kterého pochází zakládací listina města. Na konci třináctého století byl v okolí hradu manský systém, do kterého patřilo padesát vesnic. Po husitských válkách byl hrad často zastavován až ho roku 1523 získali Šlikové, kteří ho výrazně přestavěli, ale již v roce 1547 jim byl zkonfiskován. Po roce 1603, kdy se hrad stal majetkem města, byl využíván jen k hospodářským účelům. Během třicetileté války byl však poškozen a jeho zříceniny rozebrali lidé v devatenáctém století na stavební materiál.

## Stavební podoba
Podobu předhradí neznáme. Hradní jádro tvoří pahorek s rozměry 28 × 28 m obklopený příkopem. Podle historických popisů jádro chránily dvě hradby, v nárožích stály věže, byl zde třípatrový palác a tzv. letní dům. Archeologický výzkum ze začátku sedmdesátých let dvacátého století odkryl část obvodové hradby a další tenčí zdi nejasného účelu. Potvrdil také vznik hradu ve 13. století. Zeď odkrytá v západní části hradu byla široká 260 centimetrů.

## Přístup
Zbytky hradu jsou volně přístupné.